# Dixon Fermín Ramírez
Dixon Fermín Ramírez Róchez (Balfate, Colón, Honduras; 15 de abril de 2001) es un futbolista hondureño. Juega de defensa y su equipo actual es el Real C. D. España de la Liga Nacional de Honduras.

## Estadísticas

### Clubes
| Club                             | Div.          | Temporada     | Liga  | Liga  | Copas nacionales | Copas nacionales | Copas internacionales | Copas internacionales | Total | Total | Media goleadora |
| Club                             | Div.          | Temporada     | Part. | Goles | Part.            | Goles            | Part.                 | Goles                 | Part. | Goles | Media goleadora |
| -------------------------------- | ------------- | ------------- | ----- | ----- | ---------------- | ---------------- | --------------------- | --------------------- | ----- | ----- | --------------- |
| Juticalpa F. C. Honduras         | 1.ª           | 2017-18       | 3     | 0     | —                | —                | —                     | —                     | 3     | 0     | 0               |
| Juticalpa F. C. Honduras         | 1.ª           | 2018-19       | 6     | 0     | —                | —                | —                     | —                     | 6     | 0     | 0               |
| Juticalpa F. C. Honduras         | Total club    | Total club    | 9     | 0     | 0                | 0                | 0                     | 0                     | 9     | 0     | 0               |
| C. D. Honduras Progreso Honduras | 1.ª           | 2021-22       | 29    | 0     | —                | —                | —                     | —                     | 29    | 0     | 0               |
| C. D. Honduras Progreso Honduras | 1.ª           | 2022-23       | 29    | 4     | —                | —                | —                     | —                     | 29    | 4     | 0.14            |
| C. D. Honduras Progreso Honduras | Total club    | Total club    | 58    | 4     | 0                | 0                | 0                     | 0                     | 58    | 4     | 0.07            |
| Real C. D. España Honduras       | 1.ª           | 2023-24       | 29    | 2     | —                | —                | 3                     | 0                     | 29    | 0     | 0               |
| Real C. D. España Honduras       | 1.ª           | 2024-25       | 40    | 7     | —                | —                | —                     | —                     | 40    | 7     | 0.18            |
| Real C. D. España Honduras       | 1.ª           | 2025-26       | 0     | 0     | —                | —                | —                     | —                     | 0     | 0     | 0               |
| Real C. D. España Honduras       | Total club    | Total club    | 69    | 8     | 0                | 0                | 3                     | 0                     | 72    | 8     | 0.11            |
| Total carrera                    | Total carrera | Total carrera | 127   | 12    | 0                | 0                | 3                     | 0                     | 130   | 12    | 0.09            |